# 鲍勃·布鲁克
鲍勃·布鲁克（英語：Bob Brooke，1960年12月18日—），美国男子冰球运动员，场上位置是前锋。他曾代表美国国家队参加1984年冬季奥林匹克运动会冰球比赛，获得第7名。